# Хорнерсвил (Мисури)
Хорнерсвил (енгл. Hornersville) град је у америчкој савезној држави Мисури.

## Демографија
По попису из 2010. године број становника је 663, што је 23 (-3,4%) становника мање него 2000. године.
| Група             | 2000.       | 2010.       |
| Белци             | 648 (94,5%) | 610 (92,0%) |
| Афроамериканци    | 4 (0,6%)    | 0 (0,0%)    |
| Азијати           | 4 (0,6%)    | 0 (0,0%)    |
| Хиспаноамериканци | 29 (4,2%)   | 36 (5,4%)   |
| Укупно            | 686         | 663         |